# Florentino Porras Pardo
Florentino Porras Pardo (Colombia, siglo XX) Es un político colombiano, candidato a las elecciones presidenciales de 1982 en Colombia por el partido Reivindicación Popular, obtuvo 159 votos en las mismas.